# San Pedro de Santa Bárbara
San Pedro, est l'un des six districts du canton de Santa Bárbara, située dans la province Heredia, Costa Rica. Il couvre une superficie de 2,48 km2, pour une population de 5 582 habitants en l'an 2001, le district culmine à 1 080 mètres d'altitude,,.

## Toponymie
Nommé d'après Saint Pierre.

## Histoire
Lorsque la province d'Alajuela a été fondée en 1782, la région de San Pedro a été mentionnée dans les documents fondateurs comme Targúás (ou Targuas). La population était inférieure à une centaine d'habitants. En 1813, Juan Pablo Lara acheta un terrain enregistré à Alajuela, et le nom de San Pedro apparaît pour la première fois dans ces documents.
En 1846, avec 1 000 habitants, San Pedro était le plus peuplé des districts actuels de Santa Bárbara. Les habitants de San Pedro ont rencontré d'autres colons de la région dans un emplacement central à proximité du site actuel de la place de Santa Bárbara pour faire la prier Santa Bárbara, d'où vient le nom de la ville. En 1852, le résident Pedro Saborío a suggéré la construction d'une église catholique. San Pedro a été mentionné comme l'un des emplacements possibles; cependant, parce que les communautés environnantes ont toutes contribué, l'emplacement de l'église a été conservé près du lieu de réunion central à Santa Bárbara.
Entre 1924 et 1928, les premières conduites d'eau courante ont été installées dans certaines parties de San Pedro.

## Géographie
San Pedro est situé à 2,5 kilomètres à l'ouest de Santa Bárbara et couvre une superficie de 2,48 km² L'altitude est d'environ 1 080 mètres.
San Pedro est situé entre Alajuela et Santa Bárbara le long de la route 123 (Calle Las Americas). San Pedro se trouve dans la Cordillère centrale. Quebrada La Claudia, une petite rivière, traverse San Pedro. Comme de nombreux districts au Costa Rica, San Pedro est situé dans une zone potentiellement sinistrée en raison des alias de glissements de terrain dans certaines régions.

## Démographie
Pour le Recensement 2011, San Pedro comptait une population de 5 582 habitants
| 1883 | 1892 | 1927 | 1950 | 1963 | 1973  | 1984  | 2000  | 2011  |
| ---- | ---- | ---- | ---- | ---- | ----- | ----- | ----- | ----- |
| 497  | 568  | 614  | 766  | 981  | 1 337 | 1 871 | 3 652 | 5 582 |

## Éducation
San Pedro abrite l'école élémentaire Elisa Soto Jiménez. L'école était l'une des au moins quatre écoles en 2013 où les parents ont menacé de bloquer l'accès aux enseignants qu'ils jugeaient non qualifiés. L'ancienne présidente costaricienne Laura Chinchilla (2010-2014) a fait un voyage à l'école élémentaire Elisa Soto Jiménez en 2011.
Les étudiants de San Pedro fréquentent habituellement le lycée Liceo de Santa Bárbara, mais peuvent également aller aux lycées d' Alajuela. Il existe plusieurs écoles privées dans la région que les étudiants peuvent également fréquenter.

## Culture
Le Típico Copey est connu dans toute la vallée centrale pour sa musique live, généralement organisée les vendredis et samedis soir, ainsi que les dimanches après-midi. Il tire son nom du copey (l'arbre autographe) implanté sur le côté sud de l'église centrale.
San Pedro est mentionné dans le poème "Poesía de Turno" ("Festival de la poésie") de 1900, comme étant un lieu de rassemblement. En outre, La Fundación Cultural Antidio Cabal (Fondation culturelle Antidio Cabal), qui promeut les œuvres du poète et philosophe espagnol Antidio Cabal, a son siège à San Pedro,.
San Pedro abrite également Pastor, une vache Brahman buvant du Coca-Cola. Pastor, d'une valeur de plus de 3 000 $ US, a bu 14 bouteilles de Coca-Cola lors d'un concours hippique à Alajuela.
Chaque année entre fin juin et début juillet, San Pedro accueille un festival en l'honneur de saint Pierre. Le festival, qui attire de grandes foules dans le district, comprend généralement des manèges, des concerts musicaux, des spectacles de chevaux et des feux d'artifice, ainsi que des activités catholiques traditionnelles, telles que des messes liturgiques.

## Économie

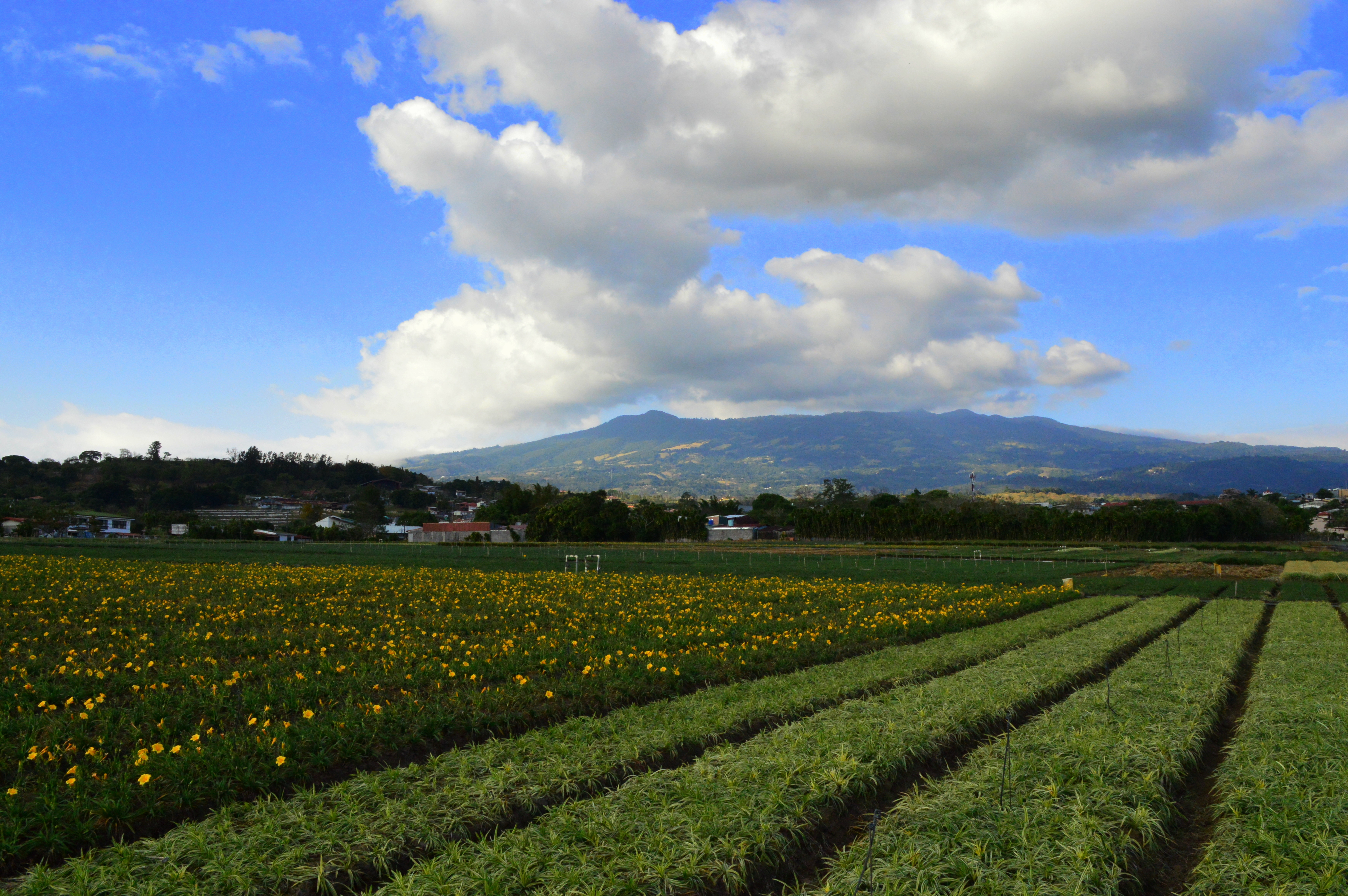
Terre cultivée à San Pedro de Santa Bárbara

San Pedro, en grande partie, est une communauté agricole dont la principale culture est la Caféiculture . En 1973, San Pedro produisait près de 700 000 kilogrammes de café par an avec une population active d'un peu plus de 1 500 personnes.
Il existe diverses entreprises commerciales à San Pedro, y compris de petits magasins de proximité, des restaurants, plusieurs magasins de mécanique, un marché en plein air et un terrain de football en salle.
En 2010, le canton de Santa Bárbara a prévu de consolider l'infrastructure de San Pedro. Il est prévu d'améliorer la qualité et la distribution de l'eau dans le district par des nouveaux conduites et la protection des puits. En outre, le canton avait des plans pour renforcer le marché des fermiers en plein air et améliorer l'accès aux microentreprises, en particulier pour les agriculteurs et les femmes.

## Sports
A San Pedro, il y a l'Asociación Deportiva Fraternidad de Santa Bárbara, un club de football  qui existait à San Pedro à partir de 1947,. Il a disparu à la fin des années 1990. L'Asociación Deportiva Fraternidad a joué dans les deuxième et troisième divisions de FEDEFUTBOL.
En 2013, San Pedro a accueilli le championnat Fútbol Estudiantil Categoria B ("Football étudiant de catégorie B"). Les jeux ont été lieu sur la place centrale devant l'église.